# Польский шутер
Польский шутер — шуточное выражение в игровой индустрии, которым называют компьютерные игры в жанре шутера, отличающиеся своим плохим исполнением, низкими бюджетами и чаще всего военной тематикой, при этом они необязательно происходят из Польши, название связано с местоположением студий-разработчиков первых подобных игр. Одним из первых представителей польского шутера является Chrome. Основная часть польских шутеров была выпущена в период с 2003 по 2012 года.

## История
По мнению журнала «Игромания», самым первым польским шутером стала Chrome, разработанная польской студией Techland в 2003 году. Чуть позже, а именно в 2004, другая польская студия, City Interactive, начала массовое производство своей серии шутеров, издававшейся в СНГ под заголовком «Приказано уничтожить». Само выражение «польский шутер» было введено в обращение и популяризировано российским видеоблоггером Ильёй Мэддисоным, который начал его применять после своего обзора на игры «Кровавая месть» и «Слепая ярость». Польские шутеры практически полностью прекратили выходить после 2012 года.
Явление польских шутеров приобрело наибольшие обороты в СНГ. Здесь местные издатели, такие как «Акелла», «Бука» и «Новый диск», скупали большое количество дешёвых лицензий на низкокачественные игры. При этом потребитель не мог ничего узнать о качестве игры: в популярных тогда печатных журналах о компьютерных играх не было какой-либо информации о таких играх, так как их редакторы старались осветить самые известные игры, при этом интернет в те годы не был достаточно распространён.

## Источник
- Токарева, Ольга. Феномен польского шутера. История и перерождение. «Игромания». «Игромедиа» (8 апреля 2018). Архивировано 7 мая 2023 года.